# True Love (jogo eletrônico)
True Love é um jogo bishoujo eroge japonês, desenvolvido pela Software House Parsley e publicado pela CD Brothers, sendo traduzido para inglês e alemão e publicado na Europa e Estados Unidos pela Otaku Publishing Ltd. em 1999. O jogo é considerado um clássico entre os fãs do gênero bishoujo.

## Jogabilidade
O gênero de True Love pode ser considerado uma mistura de Simulador de romance e Visual novel. O jogador controla um estudante colegial procurando pelo seu verdadeiro amor. O objetivo do jogo é ganhar o coração das garotas antes que o último verão de liberdade acabe. Em cada dia que o personagem acorda, o jogador pode planejar suas tarefas para manhã, tarde e noite.
As escolhas (Como descanso, esportes, estudo, etc.) determinam que eventos vão ocorrer durante o dia (ou não), e também aumenta a experiência do personagem nas categorias selecionadas. As diversas garotas no jogo (dez no total) tem interesses, objetivos e preferências diferentes. Se a experiência do personagem é alta o suficiente na categoria que determinada garota considera mais importante, ele tem alta chances de conseguir sair com ela e se tornar seu namorado.

## Lista de personagens
- Mikae Morikawa: Uma amiga de infância do personagem principal, com 18 anos. Ela é a personagem mais fácil de se conquistar, sem grandes requerimentos. Seu aniversário é em 28 de setembro.
- Remi Himekawa: A mais inteligente da classe, com 18 anos. Gosta de estudar e usar grande parte dos seu dia na biblioteca da escola. Em uma das partes do jogo, ela é sequestrada, sendo salva mais tarde pelo personagem principal. Seu pai é um homem rico responsável por um grande negócio, sendo que também é dono do local onde o personagem principal pode trabalhar em meio-período. Para conseguir conquistá-la, deve-se ter uma alta pontuação em estudos (Scholarship).
- Miyuki Tanaka: Uma garota que tem arte como seu hobby, e é anêmica. Para conseguir conquistá-la, deve-se ter uma alta pontuação em arte (Art).
- Mayumi Kamijo: Uma estudante que costuma frequentar a área de hotéis de amor. Tem 18 anos.
- Chiemi Fujimoto: A capitã do time de natação feminino, possui um medo de lagartas. Tem 18 anos. Para conseguir conquistá-la, deve-se ter uma alta pontuação em força física (Strength).
- Misako Sayama: Uma mulher atraente que o personagem principal encontra eventualmente na cidade (Usualmente durante a noite). Mais tarde, se torna enfermeira temporária da escola. Tem 24 anos e para conseguir conquistá-la deve-se ter uma alta pontuação em atração física (Physical Attraction).
- Ryoko Shimazaki: Uma garota que entra na escola no segundo termo e tem 18 anos.
- Arisa Miyoshi: Uma garota de cabelos rosa que aparenta ser mais nova do que realmente é. O personagem principal a encontra pela primeira vez quando a salva durante o festival de natação. Ela é a irmã do melhor amigo do personagem principal, Kazuhiko. Tem 18 anos.
- Yumi Matsumiya: A professora do personagem principal, tem 25 anos. Há rumores durante o jogo que esteja comprometida com outro professor. Para conseguir conquistá-la, deve-se salvar Mayumi de Mikisaki e ter uma alta pontuação em estudos.
- Anze: Uma garota misteriosa (que pode se transformar em um gato), tem 18 anos. Para conseguir conquistá-la, deve-se ter uma alta pontuação em paixão (Passion). Também é necessário que o personagem principal tenha comprado as "Asas de Anjo" (Wings of Angel), um item disponível apenas em julho. Tecnicamente, ela é uma das personagens mais difíceis de se conquistar do jogo.
- Kazuhiko (homem): O melhor amigo do personagem principal e irmão de Arisa. No final do jogo, é revelado que ele é apaixonado pelo personagem do jogo, oferecendo a única opção de final não heterosexual para o jogo.

### Personagens secundários
- Mikisaki (homem): Um professor na escola do personagem principal. Tenta estuprar Mayumi em um certo ponto do jogo, porém ela é salva pelo personagem principal e Yumi.